# Primary van South Carolina 2012
Op 21 januari 2012 werd de Republikeinse primary gehouden in South Carolina; op 28 januari volgde de Democratische primary.

## Democratische Primary
De zittende president Barack Obama was de enige kandidaat voor de primary in South Carolina.

## Republikeinse Primary
De campagne stond voornamelijk in het teken van binnenlandse zaken, buitenlandse zaken en het economisch beleid van de kandidaten. Met betrekking tot binnenlandse zaken, werd de Zorgwet van president Obama fel bekritiseerd, alsmede de aanpak van Obama van de economische crisis. Voor de Republikeinen behoorde South Carolina tot een van de belangrijkste staten in de beginfase van de voorverkiezingen; het is dan ook de eerste "Zuidelijke" primary voor de partijen.

### Resultaten

South Carolina resultaat per county
Newt Gingrich (43)
Mitt Romney (3)

Hieronder de officiële resultaten na het tellen van 100% van de stemen. In totaal waren er 2.804.231 stemmen, met een opkomst van 21,6%.
| South Carolina Republikeinse primary 2012 | South Carolina Republikeinse primary 2012 | South Carolina Republikeinse primary 2012 | South Carolina Republikeinse primary 2012 |
| Kandidaat                                 | Aantal stemmen                            | Percentage                                | Verwacht aantal gedelegeerden             |
| ----------------------------------------- | ----------------------------------------- | ----------------------------------------- | ----------------------------------------- |
| Newt Gingrich                             | 244.065                                   | 40,42%                                    | 23                                        |
| Mitt Romney                               | 168.123                                   | 27,85%                                    | 2                                         |
| Rick Santorum                             | 102.475                                   | 16,97%                                    | 0                                         |
| Ron Paul                                  | 78.360                                    | 12,98%                                    | 0                                         |
| Herman Cain                               | 6.338                                     | 1,05%                                     | 0                                         |
| Rick Perry                                | 2.534                                     | 0,42%                                     | 0                                         |
| Jon Huntsman                              | 1.173                                     | 0,19%                                     | 0                                         |
| Michele Bachmann                          | 491                                       | 0,08%                                     | 0                                         |
| Gary Johnson                              | 211                                       | 0,03%                                     | 0                                         |
| Totaal                                    | 603.770                                   | 100,00%                                   | 25                                        |

| Legenda: | Opgestapt voorafgaand aan de stemming |

1789 · 1792 · 1796 · 1800 · 1804 · 1808 · 1812 · 1816 · 1820 · 1824 · 1828 · 1832 · 1836 · 1840 · 1844 · 1848 · 1852 · 1856 · 1860 · 1864 · 1868 · 1872 · 1876 · 1880 · 1884 · 1888 · 1892 · 1896 · 1900 · 1904 · 1908 · 1912 · 1916 · 1920 · 1924 · 1928 · 1932 · 1936 · 1940 · 1944 · 1948 · 1952 · 1956 · 1960 · 1964 · 1968 · 1972 · 1976 · 1980 · 1984 · 1988 · 1992 · 1996 · 2000 · 2004 · 2008 · 2012 · 2016 · 2020 · 2024